# Kathrin Dienstbier
Kathrin Dienstbier es una deportista de la RDA que compitió en remo. Ganó dos medallas de plata en el Campeonato Mundial de Remo, en los años 1985 y 1986.

## Palmarés internacional
| Campeonato Mundial | Campeonato Mundial       | Campeonato Mundial | Campeonato Mundial |
| Año                | Lugar                    | Medalla            | Prueba             |
| ------------------ | ------------------------ | ------------------ | ------------------ |
| 1985               | Malinas (Bélgica)        | Medalla de plata   | Ocho con timonel   |
| 1986               | Nottingham (Reino Unido) | Medalla de plata   | Ocho con timonel   |